# Louis Laurent-Atthalin
Pour les articles homonymes, voir Laurent et Atthalin.
Louis Marie Félix Laurent-Atthalin, né le 24 octobre 1818 à Besançon et mort le 27 avril 1893 à Paris (16e), est un peintre aquarelliste français, auteur de nombreuses vues d'Alsace – notamment d'Ottrott – où il effectue de fréquents séjours.

## Biographie
Avocat de formation, auditeur au Conseil d'État, fils du colonel Laurent, il est le neveu du général-baron Atthalin qui lui transmet son goût de l'aquarelle, l'encourage, lui présente son ami le peintre Théodore Gudin, puis l'adopte en 1843, ce qui permet au jeune homme de juxtaposer leurs deux noms et de bénéficier ainsi du titre de baron.
Il est le père de Gaston Laurent-Atthalin.

## Sélection d’œuvres
- La Ruine dite Altkeller, dans le parc d’Ottrott, dessin, 1839, coll. particulière.
- Ruine du château Saint-Ulrich de Ribeauvillé, dessin, 1849, Colmar, musée Unterlinden.
- La Vallée de Munster, 1870, Colmar, musée Unterlinden
- Château du Lutzelbourg, dessin, 2e quart XIXe siècle, Colmar, musée Unterlinden.
- Vue de Vernonet (Eure), dessin, 3e quart XIXe siècle, Colmar, musée Unterlinden.